# Нафта газована
Нафта газована (рос. нефть газированная; англ. gas-cut [thinned, live] oil, нім. (gashaltiges) durchgastes Erdöl n, Lebendöl n) — суміш нафти і вільного газу (при тиску, меншому від тиску насичення нафти газом).

## Нафта насичена газом
Нафта насичена газом (рос. нефть насыщенная газом; англ. saturated oil; нім. gasgesättigtes Erdöl n) — нафта, яка міститься в пласті при початковому пластовому тиску, що дорівнює або є меншим від тиску насичення нафти газом.

## Нафта, недонасичена газом
Нафта недонасичена газом (рос. нефть, недонасыщенная газом; англ. undersaturated oil; нім. erdgasuntersättigtes Erdöl n) — нафта, яка міститься в пласті при тиску вище тиску насичення нафти газом.